# Charaxes pembanus
Charaxes pembanus är en fjärilsart som beskrevs av Jordan 1925. Charaxes pembanus ingår i släktet Charaxes och familjen praktfjärilar. Inga underarter finns listade i Catalogue of Life.